# Štvrtok
Štvrtok (= dt. Donnerstag; bis 1927 slowakisch auch „Štvrtek“; ungarisch Vágcsütörtök – bis 1907 Csütörtök) ist eine Gemeinde im Nordwesten der Slowakei mit 478 Einwohnern (Stand 31. Dezember 2024) und gehört zum Okres Trenčín, einem Teil des Trenčiansky kraj.

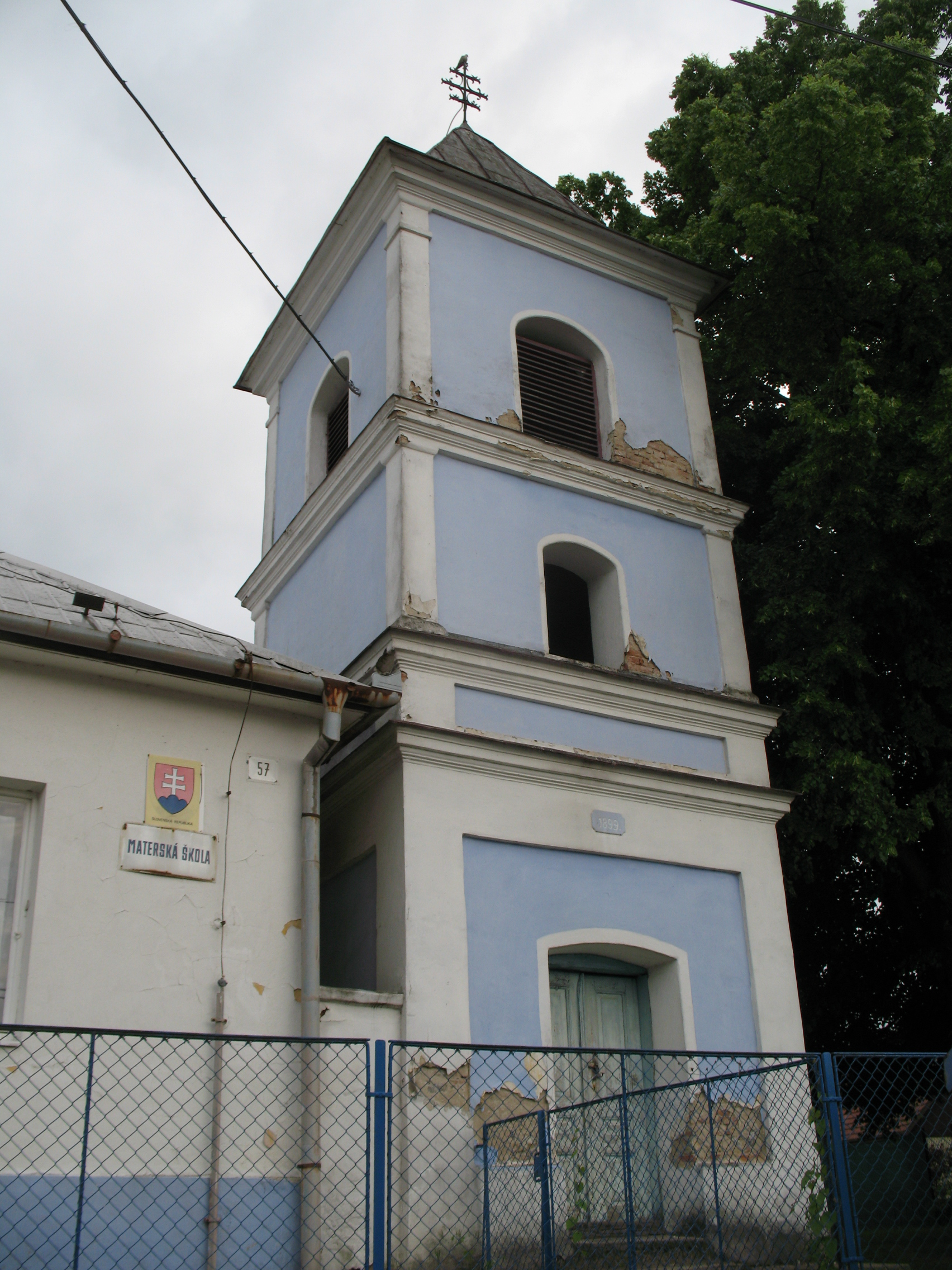

## Geographie
Die Gemeinde liegt 17 Kilometer südwestlich von Trenčín entfernt, am Hang der Weißen Karpaten auf der rechten Seite des mittleren Waagtals.

## Geschichte
Der Ort wurde zum ersten Mal im Jahre 1398 als Chetertekhel schriftlich erwähnt.

## Bevölkerung
| Jahr                | 1994 | 2004    | 2014    | 2024     |
| ------------------- | ---- | ------- | ------- | -------- |
| Anzahl der Personen | 340  | 368     | 351     | 478      |
| Unterschied         |      | +8,23 % | −4,61 % | +36,18 % |

| Jahr                | 2023 | 2024    |
| ------------------- | ---- | ------- |
| Anzahl der Personen | 483  | 478     |
| Unterschied         |      | −1,03 % |

Ergebnisse der Volkszählung 2001 (351 Einwohner):
| Nach Ethnie: - 97,44 % Slowaken - 2,28 % Tschechen | Nach Konfession: - 49,00 % evangelisch - 37,04 % römisch-katholisch - 13,39 % konfessionslos |

## Söhne und Töchter der Gemeinde
- Karl Kutschera (Gastronom) (1876–1950), Gastronom